# Sainte-Foi
Sainte-Foi település Franciaországban, Ariège megyében. Lakosainak száma 30 fő (2022. január 1.). Sainte-Foi Malegoude, Mirepoix, Plavilla és Saint-Gaudéric községekkel határos.

## Népesség
A település népessége az elmúlt években az alábbi módon változott:
| Lakosok száma | 15   | 19   | 20   | 27   | 23   | 24   | 26   | 29   | 30   | 30   |
|               | 1968 | 1982 | 1990 | 2006 | 2013 | 2015 | 2017 | 2019 | 2020 | 2022 |